# Phorocera setigera
Phorocera setigera är en tvåvingeart som först beskrevs av Wulp 1890.  Phorocera setigera ingår i släktet Phorocera och familjen parasitflugor. Inga underarter finns listade i Catalogue of Life.